# 威廉·利普斯科姆

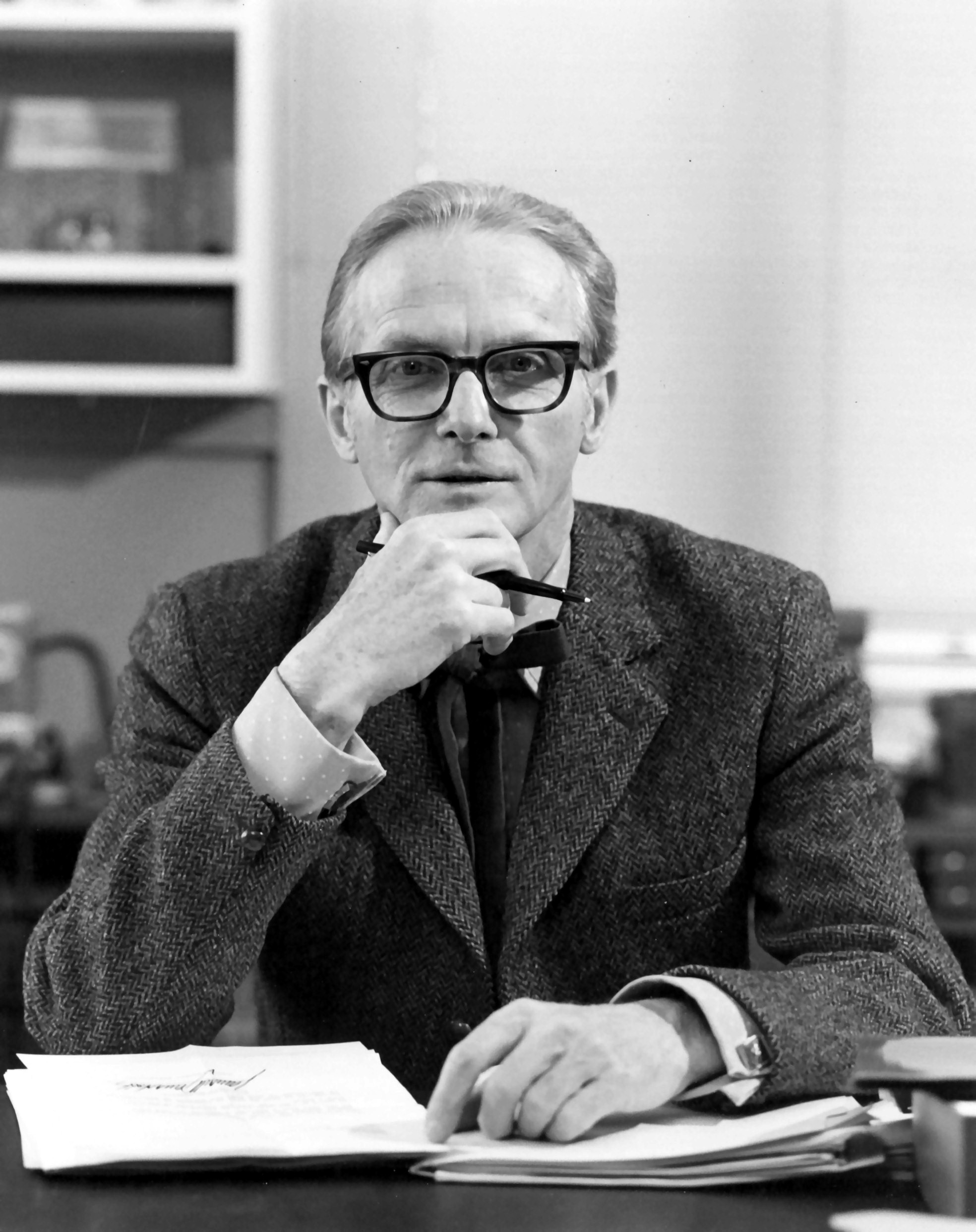

小威廉·纳恩·利普斯科姆（英語：William Nunn Lipscomb, Jr.，1919年12月9日—2011年4月14日 ）是美国无机化学家，主要研究实验化学、理论化学和生物化学。他在1976年因对硼烷结构的研究而获得诺贝尔化学奖。

## 生平
利普斯科姆1941年毕业于肯塔基大学，同年进入加州理工学院学习物理，1942年在莱纳斯·鲍林处学习物理化学，1946年获理学博士。其后任教于明尼苏达大学，1959年任哈佛大学教授直至退休。
2011年4月14日因肺炎及并发症逝世。